# 131245 Bakich
131245 Bakich este un asteroid din centura principală de asteroizi.

## Descriere
131245 Bakich este un asteroid din centura principală de asteroizi. A fost descoperit pe 16 martie 2001 la Junk Bond Observatory de David Healy (astronom). Asteroidul prezintă o orbită caracterizată de o semiaxă mare de 2,79 ua, o excentricitate de 0,08 și o înclinație de 4,3° în raport cu ecliptica.